# 905 Derby
O 905 Derby é um clássico entre dois clubes canadenses que disputam a Canadian Premier League, Forge Football Club e York United Football Club, ambos localizados em Ontário Meridional. A rivalidade é nomeada "905" graças ao código de área 905, que abrange tanto Hamilton quanto a região de York. Forge e York United foram os únicos times de Ontário na temporada inaugural da liga e são as duas equipes mais próximas, com menos de 65 quilômetros  separando seus estádios.

## História
Em janeiro de 2019, a Canadian Premier League anunciou que sua partida inaugural, em 27 de abril de 2019, seria disputada entre Forge FC e York United FC (então conhecido como York9 FC) no Tim Hortons Field, a primeira encenação do 905 Derby.  A partida terminou empatada em 1-1. 

## Resultados
Vitória do Forge   Empate   Vitória do York United
| Torneio                                      | Data                  | Mandante | Resultado | Visitante | Local                       | Público | Recapitular |
| -------------------------------------------- | --------------------- | -------- | --------- | --------- | --------------------------- | ------- | ----------- |
| Temporada da Canadian Premier League de 2019 | 27 de abril de 2019   | Forge FC | 1–1       | York9 FC  | Tim Hortons Field, Hamilton | 17.611  |             |
| Temporada da Canadian Premier League de 2019 | 25 de maio de 2019    | York9 FC | 0–2       | Forge FC  | York Lions Stadium, Toronto | 4.260   |             |
| Temporada da Canadian Premier League de 2019 | 8 de setembro de 2019 | Forge FC | 2–1       | York9 FC  | Tim Hortons Field, Hamilton | 5.267   |             |
| Temporada da Canadian Premier League de 2019 | 6 de outubro de 2019  | Forge FC | 1–0       | York9 FC  | Tim Hortons Field, Hamilton | 4.864   |             |
| Temporada da Canadian Premier League de 2019 | 12 de outubro de 2019 | York9 FC | 4–0       | Forge FC  | York Lions Stadium, Toronto | 2.314   |             |
| Temporada da Canadian Premier League de 2020 | 26 de agosto de 2020  | York9 FC | 3–2       | Forge FC  | Alumni Field, Charlottetown | 0       |             |

## Classificação da liga por temporada
| P. | 2019      | 2019   | 2020          | 2020  |
| P. | Temporada | Finais | Primeira fase | Final |
| -- | --------- | ------ | ------------- | ----- |
| 1  |           | C      |               | C     |
| 2  | 2         |        |               |       |
| 3  | 3         |        | 3             |       |
| 4  |           |        |               |       |
| 5  |           | 5      |               |       |
| 6  |           |        |               |       |
| 7  |           |        |               |       |
| 8  |           |        |               |       |